# Райли, Саманта
Сама́нта Ра́йли (англ. Samantha Riley, полное имя — Сама́нта Лине́тт Перл Ра́йли (англ. Samantha Linette Pearl Riley); род. 13 ноября 1972 года, Брисбен, Австралия) — австралийская пловчиха, по происхождению австралийская аборигенка, специализирующаяся на плавании брассом. Выступала за Австралию на Летних Олимпийских играх 1992 года в Барселоне и Летних Олимпийских играх 1996 года в Атланте, выиграв три медали.

## Биография
Саманта Райли родилась 13 ноября 1972 года в Брисбене. В детстве ей посоветовали заняться плаванием для борьбы с бронхиальной астмой. Она тренировалась под руководством Скотта Волкерса в Клубе коммерческого плавания в Брисбене. Будучи школьницей, Саманта вошла в состав австралийской команды на чемпионате мира 1991 года в Перте, Западная Австралия, выиграв серебряную медаль в комплексной эстафете. В следующем году Райли выиграла бронзовую медаль в плавании на 100 метров брассом на Олимпийских играх 1992 года в Барселоне, а также участвовала в соревнованиях на 200 метров. В 1994 году спортсменка выиграла оба брасса на Играх Содружества в Виктории, Британская Колумбия, Канада, и повторила свой подвиг на чемпионате мира 1994 года в Риме, Италия, установив мировой рекорд в 1 минуту 07,69 секунды в заплыве на 100 метров. Это побудило журнал Swimming World назвать её лучшей пловчихой года в мире.
Райли продолжила триумфальные победы на чемпионате 1995 года, но на Летнюю Олимпиаду 1996 года приехала на волне споров относительно применения ею допинга. Спортсменка провалила тест на использование стимулирующих препаратов и была реабилитирована только после того, как её тренер Скотт Волкерс признался, что дал ей таблетку от головной боли, которая содержала запрещённое вещество. Под давлением обстоятельств Райли показала хорошие результаты, которые, тем не менее, остались за пределами её лучших выступлений, когда она завоёвывала золото. Райли выиграла бронзу на дистанции 100 м брассом. Она также завоевала серебряную медаль в эстафете 4х100 метров с Николь Стивенсон, Сьюзи О'Нилл и Сарой Райан, уступив только сборной США.
С тех пор Саманта Райли больше никогда не поднималась на подиум на мировых соревнованиях, но сохранила свои позиции в австралийской команде. Многие ожидали, что она вернётся к своему пику на Летних Олимпийских играх 2000 года в Сиднее, но инфекционное заболевание почек помешало её тренировкам. Она ушла из спорта вскоре после того, как стала самой успешной пловчихой брассом в Австралии.

## Личная жизнь
В середине 1990-х Райли встречалась с норвежским конькобежцем, олимпийским чемпионом Юханом-Улафом Коссом. Это породило ложные сообщения в СМИ о том, что он будет выступать за Австралию на зимних Олимпийских играх.

## Признание
В честь спортсменки названа главная магистраль Саманта-Райли-Драйв (Samantha Riley Drive) в Келливилле, пригороде Сиднея. Олимпийский комитет Австралии включил Райли в список олимпийцев, являющихся туземцами Австралии (Australian Indigenous Olympians).